# Corallana grandiventra
Corallana grandiventra is een pissebed uit de familie Corallanidae. De wetenschappelijke naam van de soort is voor het eerst geldig gepubliceerd in 1992 door Ho & Tonguthai.